# Alex James
Alexander Wilson James (n. 14 septembrie, 1901 – d. 1 iunie, 1953) a fost un fotbalist scoțian. Este cunoscut mai ales pentru perioada în care a evoluat pentru clubul Arsenal F.C., unde a este văzut ca unul dintre cei mai buni jucători din istorie.